# Стребково
Стребково — деревня в городском округе Озёры Московской области России. Население — 2 чел. (2015).

## Население
| 1852 | 1859 | 1890 | 1926 | 2002 | 2006 | 2010 |
| ---- | ---- | ---- | ---- | ---- | ---- | ---- |
| 409  | ↗421 | ↘394 | ↘229 | ↘3   | →3   | ↗4   |
| 2015 |      |      |      |      |      |      |
| ↘2   |      |      |      |      |      |      |

## География
Расположена в северо-восточной части района, примерно в 11 км к северу от центра города Озёры, у истоков впадающей в Оку небольшой реки Шолоховки. В деревне одна улица — Зелёная. Ближайшие населённые пункты — деревни Варищи, Каменка и посёлок Бело-Колодезский участок.

## История
В «Списке населённых мест» 1862 года Стребково — казённая деревня 1-го стана Коломенского уезда Московской губернии между рекой Окой и Каширской почтовой дорогой, в 18 верстах от уездного города, при пруде, с 62 дворами и 421 жителем (191 мужчина, 230 женщин).
По данным на 1890 год входила в состав Горской волости Коломенского уезда, число душ составляло 394 человека.
В 1913 году — 51 двор.
По материалам Всесоюзной переписи населения 1926 года — центр Стребковского сельсовета Горской волости, проживало 229 жителей (89 мужчин, 140 женщин), насчитывалось 53 крестьянских хозяйства, имелась школа 1-й ступени.
С 1929 года — населённый пункт в составе Озёрского района Коломенского округа Московской области, с 1930-го, в связи с упразднением округа, — в составе Озёрского района Московской области.
В 1939 году из сельсовета Каменский-1 деревня передана в Белоколодезный сельсовет, а в начале 1950-х гг. из Белоколодезного — в Горский сельсовет.
1959—1969 — населённый пункт в составе Коломенского района.
С 1994 по 2006 год — деревня Горского сельского округа Озёрского района.